# Kathy Niakan
Kathy Niakan est une biologiste qui travaille dans le domaine de la biologie du développement humain et des cellules souches. 
En 2016, elle est la première scientifique au monde à obtenir l'autorisation réglementaire de modifier le génome d’embryons humains à des fins de recherche.
Niakan est désignée comme l'une des 100 personnes les plus influentes au monde par le magazine Time en avril 2016.

## Biographie
Kathy Niakan est titulaire d'une licence (Bachelor in science) en biologie cellulaire et moléculaire ainsi que d'une licence en littérature anglaise de l'Université de Washington. En 2005, Niakan obtient son doctorat en biologie des cellules souches et du développement à l'Université de Californie à Los Angeles, où elle travaille dans le laboratoire d'Edward McCabe. Elle travaille ensuite avec Kevin Eggan à l'Université Harvard sur des cellules souches humaines et de souris pour étudier l'embryogenèse humaine et le potentiel de différenciation cellulaire. Elle rejoint ensuite le laboratoire Anne McLaren de biologie des cellules souches de l'Université de Cambridge où elle continue à étudier les bases moléculaires du développement cellulaire précoce chez l'homme et la souris. En 2013, Niakan devient cheffe de groupe au MRC National Institute for Medical Research (NIMR) à Londres. Depuis 2015, elle est cheffe de groupe au Francis Crick Institute, l'institut qui a succédé au NIMR.
Elle est finaliste des premiers Blavatnik Awards britanniques pour les jeunes scientifiques en 2019.
En 2021, elle est nommée cheffe de groupe honoraire du programme de recherche en épigénétique au sein de l’Institut Babraham.[réf. nécessaire]

## Travaux de recherche récents
Au Francis Crick Institute, elle étudie les mécanismes de spécification de la lignée dans les embryons humains et les cellules souches
En février 2016, Niakan reçoit le feu vert de la UK Human Fertilisation and Embryology Authority pour modifier génétiquement des embryons humains. Elle prévoit d'utiliser la technique CRISPR pour répondre à des questions sur les anomalies génétiques pouvant provoquer des fausses couches chez certaines femmes, les causes de l'infertilité et les facteurs cruciaux pour un embryon sain,. À la suite de cette autorisation, elle publie en 2017 dans Nature la première étude majeure utilisant CRISPR-Cas9 sur des embryons humains, démontrant que le facteur de transcription Oct4 est essentiel au développement fœtal.